# Templo de Garnison
El templo de Garnison fue un antiguo edificio de culto luterano erigido a finales del siglo XIX en la ciudad lorenesa de Metz (departamento de Mosela) del que solamente se conserva el campanario. Se encuentra en el barrio de Luxemburgo, en la rue Belle Isles. Es uno de los monumentos más altos de la ciudad, ya que el campanario mide un poco menos de un centenar de metros (97 m).

## Contexto histórico
Durante la anexión, Metz se transforma por la acción de las autoridades alemanas, que decidieron hacer de su urbanismo un escaparate del imperio guillermino. El eclecticismo arquitectónico se refleja en la aparición de numerosos edificios de estilo neorrománico, como la estación central, el templo protestante o una nueva estación de ferrocarril; de estilo neogotico como el portal de la catedral o el templo Garrison, o incluso de estilo neorrenacentista como el palacio del Gobernador.

## Construcción y acondicionamientos
El templo fue construido de 1875 a 1881 por los arquitectos Buschmann y Wilhelm Rettig (1845–1920). Se destinó en particular los soldados alemanes de confesión luterana. La inauguración tuvo lugar el 4 de julio de 1881. La iglesia fue construida del mismo material e incluso del mismo estilo gótico radiante de la catedral. Consta de una nave con tres naves laterales paralelas y de una torre central que se sitúa sobre la fachada. Tenía 2400 plazas de asiento.
La elección del estilo neogótico y el uso de la piedra de Jaumont, material tradicional de las construcciones mesinas (de Metz), mostrando que las opciones estilísticas de las autoridades alemanas del período 1871–1888 se inscribían en una continuidad que se diferenciara de la voluntad posterior de germanización por la arquitectura —como en el ejemplo de la edificación del Templo Nuevo estilo neorrománico en piedra caliza gris. Sin embargo la prensa se burló de que la torre de la Mutte de la  catedral la superase en un metro.

## Afectaciones sucesivas
El templo fue desde entonces un lugar de culto activo. En 1902, el pastor Albert Schweitzer, futuro Premio Nobel de la Paz, ofreció en él un concierto de órgano. El templo de Garrison fue desafectado después del regreso de Lorena a Francia en 1918. El templo no fue utilizado más que en algunas festividades en el periodo de entreguerras. 
Fue parcialmente destruido durante la Segunda Guerra Mundial por los bombardeos aliados. Después de otro incendio, de origen incierto, en junio de 1946 el Consejo debió decidir, el 19 de julio de 1946, sobre el futuro de edificio. Se propuso su transformación en «Maison d’œuvres sociales» o en «Bibliothèque municipale» fue mencionada, pero hubo voces que criticaron estos proyectos por inútiles y deploraron la altura de la torre, que parece «burlarse de la catedral».  Su destrucción total se aprobó por una estrecha mayoría, pero solo la nave y el coro fueron demolidos, en 1952, siendo los costos de derribo mayores de lo previsto. Gracias a la intervención de M. Thiry, arquitecto de los Monuments historiques, el campanario fue consolidado y salvaguardado.
El campanario, cuya torre culmina a 97 metros, es ahora parte del paisaje urbano de la ciudad y puede ser visitado.

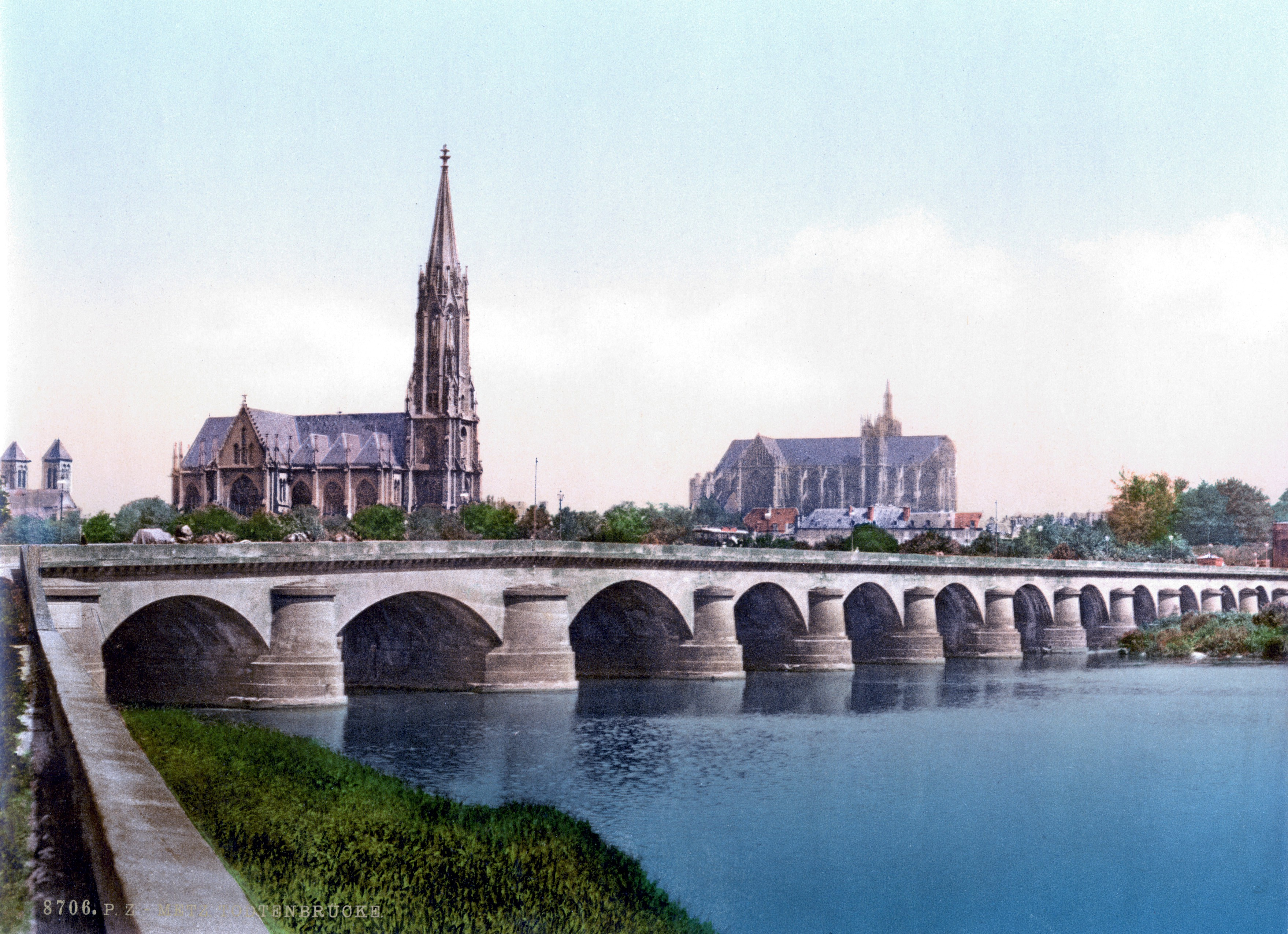
El gran puente de los Muertos, la basílica Saint-Vincent, el templo de Garnison y la catedral de  Saint-Étienne, de inicios del siglo XX.
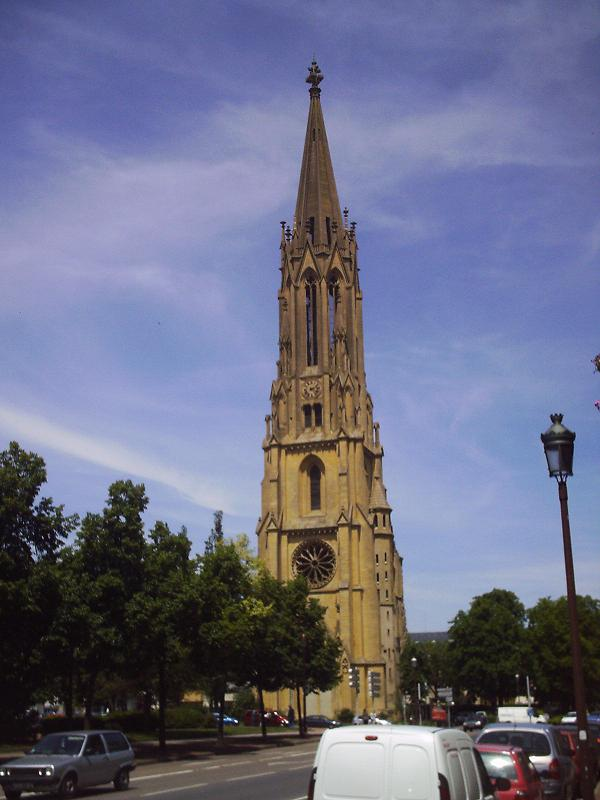
Torre del templo de Garnison hoy